# Порськокова
Порськокова — деревня в Кудымкарском районе Пермского края. Входит в состав Егвинского сельского поселения. Располагается северо-восточнее от города Кудымкара. Расстояние до районного центра составляет 9 км. По данным Всероссийской переписи населения 2010 года, в деревне проживало 126 человек (71 мужчина и 55 женщин).

## История
По данным на 1 июля 1963 года, в деревне проживало 155 человек. Населённый пункт входил в состав Егвинского сельсовета.